# ラウラ・アルヴィーニ

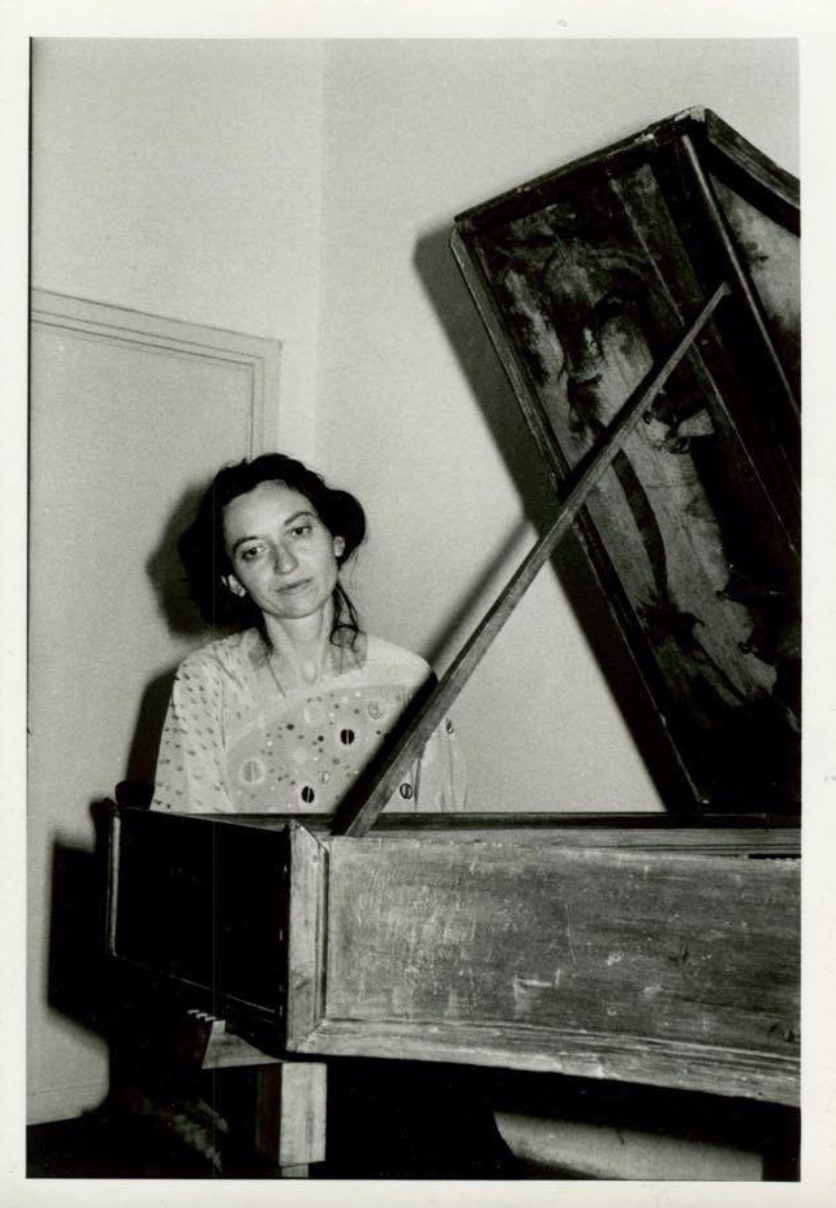
ピアノとラウラ・アルヴィーニ

ラウラ・アルヴィーニ（Laura Alvini, 1946年7月14日 - 2005年1月15日）は、イタリア出身の鍵盤楽器奏者。
ミラノの生まれ。ミラノ音楽院で学んだあと、パリやモスクワの音楽院にも留学して鍵盤楽器の奏法を学んだ。帰国後はヴェローナ音楽院でピアノ、チェンバロ、クラヴィコードなどを教えつつ、自らが結成したガリマティア・ムジクムやロベルト・ジーニらと共演したり、独奏者として活躍したりした。1995年と1999年にジョルジオ・チニ財団の主催するアントニオ・ヴィヴァルディ国際ディスク賞を受賞している。
癌のため、ミラノにて没。

## 註
1. ↑  Degrada, Francesco; Sala, Emilio; Fertonani, Cesare (2009). Finché non splende in ciel notturna face : studi in memoria di Francesco Degrada. Lettere Economia Diritto. p. 19. ISBN 9788879163972. OCLC 859878801
2. ↑  “Laura Alvini (Harpsichord)”. 2017年7月5日時点のオリジナルよりアーカイブ。2017年7月5日閲覧。
3. ↑  “La musica piange la Alvini Amava Bach e Mozart”. la Repubblica. (2005年1月16日).  オリジナルの2017年7月5日時点におけるアーカイブ。 2017年7月5日閲覧。
4. ↑  “LAURA ALVINI Italian harpsichordist and pianist”. 2017年7月5日時点のオリジナルよりアーカイブ。2017年7月5日閲覧。